# Palazzo Mastelloni
Il  palazzo Mastellone (o Mastelloni) è un edificio di valore storico e architettonico situato a Napoli, in piazza Carità.
Il palazzo, di cui abbiamo testimonianza già nel 1566 nella mappa Lafrery, era inizialmente proprietà di più persone, tra le quali i Mastellone, principi di Salza Irpina, che si attestano nel palazzo a partire dal 1687 nella figura di Pietro Paolo Mastellone. Nel 1732 l'edificio fu danneggiato da un terremoto; nello stesso anno i Mastellone acquistarono tutto il palazzo e decisero di ristrutturarlo interamente in stile rococò affidando i lavori a Nicola Tagliacozzi Canale.
La fama del palazzo è dovuta all'arresto di Luisa Sanfelice nel 1799, la quale abitava nel palazzo assieme al marito Andrea e che fu successivamente giustiziata.
L'impronta del Canale si nota nell'impostazione della scala nel cortile e delle decorazioni della facciata, primo su tutti il portale.